# Slag bij Qurna
De Slag bij Qurna vond plaats van 3 december tot 9 december 1914, en was een klein conflict tijdens de Eerste Wereldoorlog. In de slag probeerde het Ottomaanse leger de stad Basra te heroveren, die was ingenomen door de Britten op 10 december na de Slag om Basra.

## Achtergrond
Met de verovering van Basra hadden de Britten een belangrijk strategische en industriële stad in handen. Het Ottomaanse leger had beslist dat het van vitaal belang was voor het verdere verloop van de oorlog om de stad te heroveren. De Britten hadden de meeste troepen teruggetrokken naar Foa omdat ze een tekort aan manschappen hadden en Basra strategisch niet zo belangrijk vonden.
Het Ottomaanse leger vertrok met een leger van 17.000 man naar het zuiden. De Britten hadden 6.000 man achtergelaten in Basra om de stad te verdedigen. In plaats van de stad te verdedigen, marcheerden de Britten de stad uit om de weg van het Ottomaanse leger te blokkeren bij de kleine stad Qurna (nu in Irak). Tegen de tijd dat het Ottomaanse leger arriveerde, hadden de Britten al versterkte posities en loopgraven aangelegd.

## De slag
Op 3 januari testte het Ottomaanse leger de Britse verdediging, concludeerde vervolgens dat de verdediging te sterk was om te doorbreken, en trok zich terug naar al Koet.

## Achteraf
Ondanks dat de slag niet meer dan een schermutseling was, was het falen van de Ottomanen om Basra te heroveren wel een belangrijke gebeurtenis. Na deze slag zou het Ottomaanse leger doorgaan met het terugtrekken in plaats van vechten met het Britse leger, tot de Slag om Ctesiphon in november.